# اسد گلزاده
اسد گلزاده بخارایی (به فارسی تاجیکی: Асад Гулзодаи Бухороӣ؛ زاده ۵ ژانویهٔ ۱۹۳۵ – درگذشته ۲۹ مهٔ ۲۰۲۳) شاعر فارسی‌زبان اهل شهر بخارا در ازبکستان بود. وی در دهی به نام شوگان از توابع شهرستان پیشکوی به زاده شد.
اسد گلزاده دانش‌آموخته دِپارتمان زبان و ادبیات تاجیک دانشکده تربیت معلم دانشگاه دولتی شهر دوشنبه بود. او در راستای تدریس زبان فارسی در بخارا تلاش فراوان کرد. او بیشتر برای کودکان و نوجوانان می‌نوشت و مجموعه‌های اشعارش در بخارا، تاشکند، دوشنبه و تهران به چاپ رسیده است. اسد گلزاده از وضع آموزش و پرورش، بویژه بسته شدن مکتب‌های تاجیکی در بخارا، نبود مطبوعات و کتب درسی به زبان فارسی تاجیکی، و دورنگاه داشتن نسل جوان تاجیک از زبان و ادبیات و فرهنگ نیاکانشان در ازبکستان انتقاد می‌کرد.
اسد گلزاده از سال ۲۰۰۳ عضو اتحادیه نویسندگان تاجیکستان بود. شعر گلزاده، توصیف‌گر بخارا و منظره‌های بی‌همتا، زندگی و حرفه‌ی مردم این شهر باستانی است. بسیاری از شعرهای او به کودکان اختصاص دارد.
اسد گلزاده تا هنگام بازنشستگی در مدارس تاجیک زبان بخارا و در بخش تاجیکی رادیو تلویزیون این ولایت در ازبکستان فعالیت می‌کرد.

## آثار
- مرغابی چه می‌کوبد؟
- لفظ شیرین
- کهکشانِ آرزو (تاشکند)
- گلِ مراد (دوشنبه)
- نسیم بخارا (۲۰۰۱، بخارا)
- خط پیشانی (۲۰۰۳، سروشان، دوشنبه)
- شکوفه‌های بخارا (۲۰۰۴): مجموعه شعر توسط انتشارات «معارف و فرهنگ» در دوشنبه
- نماز راه برگ  (۲۰۰۷)
- نفس بهار (۲۰۰۷)

## نمونه‌اشعار
(۱)
| ای بخارا کوچه‌ها و باغ راغت دلگشا  |  | شاهرود و مسجد و ارگ منارت دلربا   |
| حوض‌های مرمرینت دلکشند و دل‌پسند    |  | ساکنانت چهره‌خندان، دلبرانت مه‌لقا  |
| شاعرانت نام تو مشهور دنیا کرده‌اند |  | هرکه آید نزد تو ای هموطن آغوش گشا |

(۲)
| ای بخارا از تو جویم اصل خود |  | ای بخارا از تو جویم نسل خود |
| چون تو هستی وصلگاه قرن ها   |  | ای بخارا از تو جویم وصل خود |

(۳)
| السلام تهران من، ایران من |  | السلام برخاک همچون جان من |
| دل بخواهد مرکز عالم شوی   |  | قبله‌گاه عالم و آدم شوی    |